# Episodi di Amici di letto
La prima ed unica stagione della serie televisiva Amici di letto è stata trasmessa dal canale statunitense NBC dal 5 agosto al 9 settembre 2011. Il tredicesimo episodio intitolato The Benefit of Full Disclosure è disponibile solamente online su iTunes e Amazon.com, oltre che sulla piattaforma Netflix a partire dal 15 marzo 2017.
In Italia è stata trasmessa in prima visione sul canale satellitare Fox dal 13 dicembre 2012 al 17 gennaio 2013.
| nº | Titolo originale                         | Titolo italiano                        | Prima TV USA      | Prima TV Italia         |
| -- | ---------------------------------------- | -------------------------------------- | ----------------- | ----------------------- |
| 1  | Pilot                                    | Il vantaggio degli amici               | 5 agosto 2011     | 13 dicembre 2012        |
| 2  | The Benefit of the Mute Button           | I vantaggi di una pausa                | 5 agosto 2011     | 13 dicembre 2012        |
| 3  | The Benefit of the Unspoken Dynamic      | Il vantaggio della dinamica sottintesa | 12 agosto 2011    | 20 dicembre 2012        |
| 4  | The Benefit of Forgetting                | Il vantaggio di dimenticare            | 12 agosto 2011    | 20 dicembre 2012        |
| 5  | The Benefit of the Right Track           | Il vantaggio di un patto chiaro        | 19 agosto 2011    | 27 dicembre 2012        |
| 6  | The Benefit of Keeping Your Ego in Check | Il vantaggio di mantenere il controllo | 19 agosto 2011    | 27 dicembre 2012        |
| 7  | The Benefit of Mardi Gras                | Il vantaggio del Mardi Gras            | 26 agosto 2011    | 3 gennaio 2013          |
| 8  | The Benefit of Mentors                   | Il vantaggio dei mentori               | 26 agosto 2011    | 3 gennaio 2013          |
| 9  | The Benefit of Being Shallow             | Il vantaggio di essere superficiali    | 2 settembre 2011  | 10 gennaio 2013         |
| 10 | The Benefit of Avoiding the Mindbanger   | Il vantaggio del chiodo fisso          | 2 settembre 2011  | 10 gennaio 2013         |
| 11 | The Benefit of Putting in the Work       | Il vantaggio di mettersi in gioco      | 9 settembre 2011  | 17 gennaio 2013         |
| 12 | The Benefit of Friends                   | Il vantaggio dell'amicizia             | 9 settembre 2011  | 17 gennaio 2013         |
| 13 | The Benefit of Full Disclosure           | Il vantaggio dell'apertura totale      | 16 settembre 2011 | 15 marzo 2017 (Netflix) |